# Кабанов, Владимир Егорович
Влади́мир Его́рович Каба́нов (22 августа 1918, Большая Журавка, Саратовская губерния — 17 августа 1977, Краснодар) — майор, Герой Советского Союза (1945).

## Биография
Владимир Кабанов родился 22 августа 1918 в селе Большая Журавка Саратовской губернии в крестьянской семье. Русский. Окончил 7 классов и работал на алюминиевом заводе в Запорожье. В РККА призван в 1939 году. Окончил Ворошиловградскую военную школу лётчиков в 1941 году.

### Великая Отечественная война
Участник Великой Отечественной войны с октября 1943. Старший лётчик 7-го гвардейского штурмового авиационного полка (230-я штурмовая авиационная дивизия, 4-я воздушная армия, 2-й Белорусский фронт). К декабрю 1944 совершил 114 боевых вылетов на бомбометание и штурмовку вражеских объектов. Уничтожил и подбил 19 танков, 58 автомашин, 2 железнодорожных эшелона, 12 артиллерийских батарей, 3 переправы. Звание Героя Советского Союза присвоено 23 февраля 1945 года. Член КПСС с 1945 года.

### Послевоенные годы
После войны продолжал службу в ВВС. В 1949 окончил Краснодарскую военную школу штурманов. С 1958 майор Кабанов — в запасе. Окончил среднюю школу, Краснодарский техникум советской торговли. Работал товароведом базы «Рособувьторг».

## Награды
- Медаль «Золотая Звезда»;
- орден Ленина;
- 2 ордена Красного Знамени;
- орден Отечественной войны 1 степени;
- орден Красной Звезды;
- медали.